# Saint George Peak
Der Saint George Peak (russisch Гора Святой Георгия Победоносца Gora Swjatoi Georgija Pobedonosza) ist ein 1500 m hoher Berg auf der westantarktischen Alexander-I.-Insel. Er ragt 5 km nordöstlich des Kap Wostok im westlichen Teil der Havre Mountains auf.
Der deutsch-baltische Seefahrer Fabian Gottlieb von Bellingshausen sichtete 1821 während der ersten russischen Antarktisexpedition (1819–1821) einen Berg in der Umgebung und benannte ihn nach dem Heiligen Georg († 303). Der durch von Bellingshausen angegebenen geografischen Position lässt sich jedoch kein Berg zuordnen. Es gilt jedoch als sehr wahrscheinlich, dass es sich dabei um den hier beschriebenen Berg handelt. Diesen kartierte der britische Geograph Derek Searle vom Falkland Islands Dependencies Survey 1960 anhand von Luftaufnahmen der US-amerikanischen Ronne Antarctic Research Expedition (1947–1948). Das UK Antarctic Place-Names Committee überführte 1961 die russische Benennung ins Englische.